# 太陽之子
太陽之子（日语：太陽の子エステバン）是一套由法國和日本合作之電視动画。此動畫之廣東話（香港）配音版本是基於日語版本，於1984年7月16日在香港無線電視翡翠台播出，合共有39集。

## 故事背景
故事背景為公元1532年。當時在歐洲流傳在新世界（即美洲）有七個由黃金建成之城市。故事中描述了主角們到了拉丁美洲尋找傳說中的黃金城市的歷險過程。此卡通同時有歷史、傳說和科幻的元素。

## 人物介绍
- 伊士達(Esteban) - 12 歲，身世是謎，但擁有呼喚太陽出現的神奇能力，故被稱為「太陽之子」；心地十分善良但性格有些衝動。他在嬰兒時和父親乘船在太平洋遇上風暴，他被文士達救起但從此和父親失去聯絡。他被送到巴塞羅那的修道院由神父收養；神父死後，在文士達的鼓勵下踏上尋找黃金城之旅，但他的目的不是為了黃金而是為了尋找他生死未卜的生父。他戴有一個由太陽和月亮組成之黃金圓章，但太陽部份被文仕達取走。詩雅和他的身世相似，因此他十分愛護詩雅，感情十分深厚；當詩雅遇到危險時他會不惜一切去營救。

- 詩雅(Zia) - 11歲，印加女孩，父親為印加的高級神職人員，性格比較文靜內向。她在7歲時被擄到西班牙作為西班牙公主之禮物及僕人；因為在全故事中只有她懂得解讀印加的奇普，故又被文士達擄走，和伊士達一起踏上尋找黃金城之旅，目的也不是為了黃金而是為了回到家鄉並尋找失散的父親。她也戴有一個世代相傳，由太陽和月亮組成之黃金圓章，和伊士達之黃金圓章近乎完全相同。因為和伊士達的身世相似，他們一拍即合，關係十分密切，而伊士達也承諾保護她，不會分離。

- Tao - 13歲，獨自住在加拉帕戈斯群島，是已陸沉之姆大陸之後人，性格有點自大。因為姆大陸和黄金城有關係，他為了尋根，加入尋找黃金城之旅。他非常聰明，發明了不少工具並解決許多困難，及多次打敗敵人。他育有一隻會說話之鸚鵡。

- 文士達(Mendoza) - 28 歲，十分資深、聰明和勇敢的領航員，性格亦正亦邪。在救起伊士達後，他了解到伊士達的黃金圓章和黃金城有關係，為了黃金之緣故踏上旅途。他雖然貪心，但總是做出正確的事。他有兩個能力不高的隨從。

## 主題曲
片頭曲「冒険者たち」
片尾曲「いつかどこかであなたに会った」
作詞 - 阿久悠 / 作曲、編曲 - 大野克夫 / 歌 - PAL（國王唱片/Star Child・OP、ED發行）
臺灣中文版 片頭曲「飛過藍天」（華視）
詞/曲:鄧鎮湘

## DVD
- 太陽の子 エステバン DVD-BOX1 ASIN:B0000A5B3R
- 太陽の子 エステバン DVD-BOX2 ASIN:B0000AHLKG

## 外部連結
- 太陽之子介绍（法语）（页面存档备份，存于）
- 太陽の子 エステバン（日語）
- GNN新聞（巴哈姆特） （页面存档备份，存于）